# Hardek
Hardek je naselje v Občini Ormož, vas, ki leži severno od Ormoža in se ga skoraj dotika.